# Centrolene acanthidiocephalum
Centrolene acanthidiocephalum és una espècie de granota que viu a Colòmbia.